# Károlyi Katalin
Nagykárolyi Károlyi Katalin (Nagykároly, 1588 – ?, 1635) nagybirtokos család sarja, Károlyi László és Szinyi Klára másodszülött leánya, Bethlen Gáborné Károlyi Zsuzsanna húga.

## Élete
Károlyi Katalin 1588-ban született a nagykárolyi Károlyi-kastélyban. Édesanyját korán elvesztette, s ettől kezdve testvéreivel együtt nevelőanyja, a kemény Perényi Erzsébet felügyelete alatt nevelkedett. Első ízben losonci Bánffy Istvánhoz ment férjhez, majd ennek halála után, 1608 körül Rhédey Ferenc váradi kapitánnyal kötött házasságot. E házasságából született 1610-ben Rhédey Ferenc, aki 1657. november 2. és 1658. január 8. között Erdély fejedelme volt.
1621. április 10-én másodszor is özvegyen maradt, és két évvel később, 1623-ban sógorával, a szintén özvegy iktári Bethlen Istvánnal lépett házasságra. Harmadik házassága gyermektelen maradt. Bethlen Gábor halála után, 1630. szeptember 28-án férjét fejedelemmé választották, így Katalin Erdély fejedelemasszonya lett, férje azonban már decemberben lemondott I. Rákóczi György javára. Katalin öt évvel később, 1635-ben halt meg, 47 éves korában.

## Külső hivatkozások
- Károlyi-család

| Előző Brandenburgi Katalin | Erdély fejedelemasszonya 1630 | Következő Lorántffy Zsuzsanna |